# Platyrrhinus
Platyrrhinus és un gènere de ratpenats de la família dels fil·lostòmids, format per una vintena d'espècies distribuïdes per Centreamèrica i Sud-amèrica.

## Taxonomia
- P. albericoi
- P. angustirostris
- P. aquilus
- Ratpenat llistat de Surinam (Platyrrhinus aurarius)
- Ratpenat llistat petit (Platyrrhinus brachycephalus)
- P. chocoensis
- Ratpenat llistat de Thomas (Platyrrhinus dorsalis)
- P. fusciventris
- P. guianensis
- Ratpenat llistat de Heller (Platyrrhinus helleri)
- P. incarum
- Ratpenat llistat de Peters (Platyrrhinus infuscus)
- P. ismaeli
- P. guianensis
- P. lineatus
- P. masu
- P. matapalensis
- P. nigellus
- P. nitelinea
- Ratpenat llistat de Geoffroy (Platyrrhinus recifinus)
- Ratpenat llistat de Lyon (Platyrrhinus umbratus)
- Ratpenat llistat gros (Platyrrhinus vittatus)